# Vià
Vià és un vilatge, comuna independent fins al 1822, que pertany actualment a la comuna alt-cerdana de Font-romeu, Odelló i Vià, a la Catalunya del Nord.
Està situat al centre del terç meridional de la comuna a la qual pertany, al sud-est del poble d'Odelló. És en un petit altiplà al nord i damunt del Rec de l'Angust i al peu de la carretera D - 29.
L'indret també dona el nom a un petit riuet, el Rec de Vià, afluent del Segre a través del Rec de l'Angust. A poca distància al nord del nucli hi ha l'Estació de Font-romeu, Odelló i Vià, servida pel Tren Groc de la Cerdanya.

## Etimologia
Joan Coromines explica en el seu Onomasticon Cataloniæ que Vià té el mateix origen que Avià: són formes que procedeixen del llatí avitianum, adjectiu derivat del nom propi Avitīus. És, com la major part dels topònims acabants en -à, un topònim que s'origina amb la colonització romana i l'assignació de predis als colons, per això l'origen és un adjectiu que prové d'un nom propi personal.

## El poble de Vià

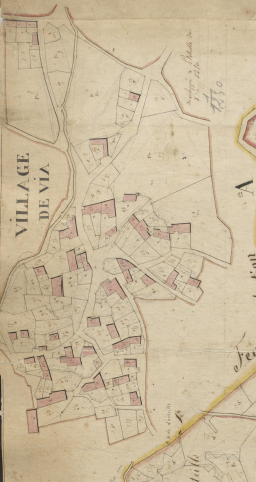
Vià en el Cadastre Napoleònic del 1812 (Arxius Departamentals dels Pirineus Orientals)

El poble de Vià és l'únic dels tres pobles de la comuna que no ha sofert un creixement espectacular en els darrers cinquanta anys.
És un grup de cases agrupat, però no compacte, situat uns 200 metres al sud-est de l'església, antigament parroquial, de Santa Coloma de Vià, que té el cementiri en el seu costat de migdia.
Al sud-est del poble de Vià hi havia hagut la capella i hospital de pelegrins de Sant Vicenç de Portolers. D'aquests edificis, en queden poques restes, però s'hi pot reconèixer encara prou bé la planta de l'església.

## Història
La primera menció del topònim Vià que es conserva és a l'Acta de consagració de la catedral d'Urgell (inicialment datada l'any 839, però segons estudis més recents, cal situar-la a l'entorn del 1010) amb la forma Avizano. Posteriorment també està documentada la forma Avidano; ambdues derivarien d'un lloc d'Avitius, basat en un nom personal llatí.
A finals del segle xiii Arnau de Cortsaví tenia la senyoria del lloc, que havia rebut per raó del seu matrimoni amb Geralda d'Urtx, de qui era una possessió familiar. El germà de Geralda, Galceran III d'Urtx, però, ordenà en el seu testament (morí poc després del 1279) que es vengués el castell de Vià per pagar deutes de son pare Galceran II (mort pel 1247), i pels voltants del 1300 fou adquirit per Pere de Fenollet i d'Urtx, d'una altra branca de la família Urtx. En morir el 1353 el seu fill i successor, Pere II, els seus marmessors declararen que s'havia de vendre el castell per pagar (altra volta) deutes contrets.
Al fogatge del 1359 s'indica que el poble d'Avià tenia 13 focs (o famílies, unes 70 persones) i que era possessió indivisa de l'abadia de Santa Maria de la Perxa (a la Cabanassa) i de Jaume Comes, de Puigcerdà. Un segle més tard, al fogatge del 1515 Vià tenia un total de 7 focs. Després de passar per diversos propietaris, el senyoriu de Vià era d'Antoni de Miró, baró de Riunoguers (Ceret, 1721 - Perpinyà, 1794) quan el títol fou extingit de resultes de la Revolució Francesa.
Vià va ser absorbit el 1822 per la comuna d'Odelló, que va ser anomenada Odelló i Vià a partir del 1900; però el turisme d'estiu i els esports d'hivern van fer créixer considerablement el nucli constituït a prop del santuari de Santa Maria de Font-romeu, l'Ermitatge, de manera que amb el pas dels temps esdevingué la capital de facto de la comuna. La comuna va ser oficialment rebatejada el 1957 com a forma actual, de manera que es reflectia oficialment la preponderància definitiva que havia adquirit Font-romeu.

## Demografia

### Demografia antiga
La població està expressada en nombre de focs (f) o d'habitants (h)
| 17 f | 15 f | 15 f | 26 f | 190 h | 40 f | 158 h | 36 f |

(Fonts: Pélissier, 1986.)

### Demografia contemporània
Des de la implantació del Nou règim derivat de la Revolució Francesa fins al 1822, any de la incorporació de Vià a Odelló,
| Evolució de la població |      |      |      |      |      |      |
| 1793                    | 1794 | 1796 | 1800 | 1804 | 1806 | 1820 |
| 160                     | 170  | 151  | 167  | 179  | 168  | 192  |

## Edificis d'interès
L'església romànica de Santa Coloma és Monument històric de França.